# Perania
Genre
Synonymes
- Mirania Lehtinen, 1981

Perania est un genre d'araignées aranéomorphes de la famille des Pacullidae.

## Distribution
Les espèces de ce genre se rencontrent en Asie du Sud-Est (Birmanie, Thaïlande, Vietnam, Malaisie, Indonésie dont l'île de Sumatra) et au sud de la Chine.

## Habitat
Les araignées perania vivent dans la terre et la litière de feuilles des forêts tropicales pluviales.

## Description
Ce sont des araignées de taille moyenne fortement sclérifiées, en particulier l'abdomen qui est couvert d'un scutum dorsal et de nombreuses plaques latérales et ventrales.
Ces animaux ont six yeux et un appareil génital haplogyne simple. Ils tissent des toiles horizontales près du sol, souvent au bord des cours d'eau.

## Liste des espèces
Selon World Spider Catalog (version 18.5, 15/11/2017) :
- Perania annam Schwendinger & Košulič, 2015
- Perania armata (Thorell, 1890)
- Perania birmanica (Thorell, 1898)
- Perania cerastes Schwendinger, 1994
- Perania coryne Schwendinger, 1994
- Perania deelemanae Schwendinger, 2013
- Perania egregia Schwendinger, 2013
- Perania ferox Schwendinger, 2013
- Perania harau Schwendinger, 2013
- Perania korinchica Hogg, 1919
- Perania nasicornis Schwendinger, 1994
- Perania nasuta Schwendinger, 1989
- Perania nigra (Thorell, 1890)
- Perania picea (Thorell, 1890)
- Perania quadrifurcata Schwendinger, 2013
- Perania robusta Schwendinger, 1989
- Perania selatan Schwendinger, 2013
- Perania siamensis Schwendinger, 1994
- Perania tumida Schwendinger, 2013
- Perania utara Schwendinger, 2013

## Publication originale
- Thorell, 1890 : Studi sui ragni Malesi e Papuani. IV, 1. Annali del Museo civico di storia naturale di Genova, vol. 28, p. 1-419 (texte intégral).